# Trillium camschatcense
Trillium camschatcense là một loài thực vật có hoa trong họ Melanthiaceae. Loài này được Ker Gawl. miêu tả khoa học đầu tiên năm 1805.